# Heorhiy Bouchtchan
Heorhiy Mykolaïovytch Bushchan (en ukrainien : Георгій Миколайович Бущан et en roumain : Gheorghe Bușcean), né le 31 mai 1994 à Odessa en Ukraine, est un footballeur international ukrainien qui évolue au poste de gardien de but à l'Al-Shabab FC.

## Biographie

### En club

#### Enfance et formation
Heorhiy Bouchtchan naît le 31 mai 1994 à Odessa, en Ukraine. C'est notamment dans sa ville natale qu'il commence le football à l'âge de 8 ans au Tchornomorets Odessa, il faisait aussi de la natation en club mais arrête très rapidement après avoir commencé le football.
Son idole d'enfance est la légende nationale Andriy Chevtchenko. Heorhiy veut alors jouer au poste d'attaquant, malheureusement pour lui, Vitaliy Hotsuliak, son entraîneur de l'époque, décide très vite de le placer au poste de défenseur central puis comme gardien de but en raison de sa forte croissance. Cinq ans plus tard, il se fait repérer par des recruteurs du Dynamo Kiev lors des championnats jeunes d'Ukraine. Il déménage donc à Kiev à l'âge de 14 ans et intègre dès lors les équipes de jeunes du Dynamo Kiev.

#### Dynamo Kiev (2017-2025)
Il intègre pour la première fois l'effectif professionnel du Dynamo Kyïv en décembre 2011, à seulement 17 ans, afin d'affronter Stoke City lors des phases de groupes de la Ligue Europa 2011-2012. Il passe cependant toute la rencontre sur le banc. Il est de nouveau appelé neuf jours plus tard à l'occasion de la première journée de Premier-Liha 2011-2012 face au Karpaty Lviv mais passe encore la rencontre sur le banc car il était encore derrière Maksym Koval dans la hiérarchie des gardiens.
Il n'est alors plus appelé pour jouer avec l'équipe première (seulement une fois, en juillet 2012). Il lui faudra attendre plus de cinq ans pour intégrer définitivement l'équipe première. Le 2 novembre 2017, il joue son premier match de coupe d'Europe lors des phases de groupes de la Ligue Europa 2017-2018 face au Young Boys Berne. Il n'encaisse pas de but lors de cette rencontre et le Dynamo Kiev finit par remporter la victoire 0 à 1.
En 2018, Heorhiy devient petit à petit le gardien titulaire du Dynamo Kiev à la suite du départ de Maksym Koval en prêt au Deportivo La Corogne et Al-Fateh SC.
Le 29 septembre 2020, le Dynamo Kyïv affronte La Gantoise lors des barrages de la Ligue des champions 2020-2021, le club ukrainien avait déjà remporté le match aller 1 à 2. Cette fois-ci, le club gantois envoie toutes ses forces en attaque et effectue plus de 25 tirs (dont 20 cadrés) lors de la rencontre. Cependant, Heorhiy Bouchtchan réalise une très grande performance en effectuant 12 arrêts, le portier ukrainien garde sa cage inviolée et le Dynamo Kiev finit par remporter la victoire 3 à 0 et se qualifie pour les phases de groupes de la Ligue des champions 2020-2021,.

### En équipe nationale

Heorhiy Bouchtchan avec l'Ukraine en 2020.

Avant octobre 2020, le sportif a joué 29 matchs pour les équipes nationales d'Ukraine de différents âges.  
En septembre 2020, il est membre de la sélection pour les rencontres de Ligue des Nations face à la Suisse et l'Espagne mais prend place sur le banc lors de ces deux rencontres, Andriy Pyatov y étant titularisé. Le 7 octobre 2020, il dispute son premier match international avec les A en amical face à la France (défaite 7-1). Pour cette rencontre, l'équipe est décimée par les cas de Covid-19, notamment au poste de gardien où sont touchés Andriy Pyatov, Andriy Lunin et Yuriy Pankiv. 
Trois jours plus tard, il est de nouveau titulaire, cette fois en Ligue des nations contre l'Allemagne (défaite 1-2) puis lors de la réception de l'Espagne (victoire 1-0) le 13 octobre, rencontre où il expose ses qualités.
En juin 2021, il fait partie de la liste des 26 joueurs convoqués par Andriy Chevtchenko pour disputer l'Euro 2020. 
En mai 2024, il fait partie de la liste des 26 joueurs convoqués par Serhiy Rebrov en vue de l'Euro 2024.

## Statistiques

### En club
| Saison                | Club                  | Championnat           | Championnat | Championnat | Coupe(s) nationale(s) | Coupe(s) nationale(s) | Supercoupe | Supercoupe | Compétition(s) continentale(s) | Compétition(s) continentale(s) | Compétition(s) continentale(s) | Total | Total |
| Saison                | Club                  | Division              | M.          | B.          | M.                    | B.                    | M.         | B.         | Comp.                          | M.                             | B.                             | M.    | B.    |
| 2017-2018             | Dynamo Kiev           | Premier-Liha          | 6           | 0           | 3                     | 0                     | -          | -          | C1+C3                          | 0+3                            | 0+0                            | 12    | 0     |
| 2018-2019             | Dynamo Kiev           | Premier-Liha          | 7           | 0           | 1                     | 0                     | -          | -          | C1+C3                          | 0+1                            | 0+0                            | 9     | 0     |
| 2019-2020             | Dynamo Kiev           | Premier-Liha          | 20          | 0           | 3                     | 0                     | -          | -          | C1+C3                          | 0+5                            | 0+0                            | 28    | 0     |
| 2020-2021             | Dynamo Kiev           | Premier-Liha          | 23          | 0           | -                     | -                     | 1          | 0          | C1+C3                          | 7+4                            | 0+0                            | 35    | 0     |
| 2021-2022             | Dynamo Kiev           | Premier-Liha          | 15          | 0           | -                     | -                     | -          | -          | C1                             | 5                              | 0                              | 20    | 0     |
| 2022-2023             | Dynamo Kiev           | Premier-Liha          | 8           | 0           | -                     | -                     | -          | -          | C1+C3                          | 6+2                            | 0+0                            | 16    | 0     |
| 2023-2024             | Dynamo Kiev           | Premier-Liha          | 26          | 0           | -                     | -                     | -          | -          | C4                             | 4                              | 0                              | 30    | 0     |
| 2024-2025             | Dynamo Kiev           | Premier-Liha          | 16          | 0           | -                     | -                     | -          | -          | C1+C3                          | 6+5                            | 0+0                            | 27    | 0     |
| Sous-total            | Sous-total            | Sous-total            | 121         | 0           | 7                     | 0                     | 1          | 0          | -                              | 48                             | 0                              | 177   | 0     |
| 2024-2025             | Al-Shabab             | Saudi Pro League      | 11          | 0           | 1                     | 0                     | -          | -          | -                              | -                              | -                              | 12    | 0     |
| Sous-total            | Sous-total            | Sous-total            | 11          | 0           | 1                     | 0                     | 0          | 0          | -                              | 0                              | 0                              | 12    | 0     |
| Total sur la carrière | Total sur la carrière | Total sur la carrière | 132         | 0           | 8                     | 0                     | 1          | 0          | -                              | 48                             | 0                              | 189   | 0     |

## Palmarès
| Dynamo Kiev (6) |
| --- |
| - Championnat d'Ukraine (1) : - Champion en 2021 - Vice-champion en 2018, 2019, 2020 et 2024 - Coupe d'Ukraine (2) : - Vainqueur en 2020 et 2021 - Finaliste en 2018 - Supercoupe d'Ukraine (3) : - Vainqueur : 2018, 2019 et 2020 - Finaliste : 2021 |